# Oekanda
Oekanda was een Vlaams sketchprogramma. Het programma werd vroeger uitgezonden op VTM, maar werd later naar KanaalTwee verplaatst. Bepaalde sketches uit Oekanda keerden terug in het programma Sketch Up op VTM.

## Acteurs
- Jits Van Belle
- Britt Van der Borght
- Nele Goossens
- Anne Denolf
- Hilde De Baerdemaeker
- Mathias Sercu
- Gregory Caers
- Maarten Bosmans
- Jef Ravelingien
- Koen De Graeve
- Kevin Janssens

## Miss Takes
De 'Miss takes' vind je terug in elke aflevering. Dit zijn interviews van fictieve personen.
- Brigitta: neurotische ex-directiesecretaresse (door Anne Denolf)
- Moonray: alternatief hippiemeisje (door Britt Van der Borcht)
- Laura: babbelziek (door Jits Van Belle)
- Deborah: dom blondje (door Nele Goossens)
- Nicole: transseksueel, vroeger Nico (door Hilde De Baerdemaeker)